# East Coastway Line
| British Rail Class 377 im Bahnhof Eastbourne |                      |                                                       |                                                       |
| |                      |                                                       |                                                       |
| Spurweite: | 1435 mm (Normalspur) |                                                       |                                                       |
| Stromsystem: | 750 V =              |                                                       |                                                       |
| Streckengeschwindigkeit: | 145 km/h             |                                                       |                                                       |
| Zweigleisigkeit: | ja                   |                                                       |                                                       |
| |                      |                                                       |                                                       |
| \| \| \| Brighton \| \| \| \| \| West Coastway Line nach Southampton Central \| \| \| \| \| Brighton Main Line nach London Bridge&London Victoria \| \| \| \| \| London Road Viadukt \| \| \| \| \| Brighton London Road \| \| \| \| \| Ditching Road Tunnel \| \| \| \| \| Kemp Town Junction \| \| \| \| \| Brighton Lewes Road geschlossen 1933 \| \| \| \| \| Lewes Road Viadukt \| \| \| \| \| Hartington Road Viadukt \| \| \| \| \| Brighton Hartington Road geschlossen 1911 \| \| \| \| \| Kemptown Tunnel \| \| \| \| \| Brighton Kemp Town (bis 1933, Güter bis 1971) \| \| \| \| \| Brighton Moulsecoomb \| \| \| \| \| Lewes Road Viadukt \| \| \| \| \| Falmer \| \| \| \| \| Falmer Tunnel \| \| \| \| \| Brighton Main Line aus London Victoria \| \| \| \| \| Wivelsfield \| \| \| \| \| Brighton Main Line nach Brighton \| \| \| \| \| Plumpton \| \| \| \| \| Cooksbridge \| \| \| \| \| Wealden Line aus Uckford \| \| \| \| \| Lewes Tunnel \| \| \| \| \| \| \| \| \| \| Lewes Keilbahnhof \| \| \| \| \| Wealden Line nack Uckford \| \| \| \| \| Southerham Junction \| \| \| \| \| Southease \| \| \| \| \| Newhaven Town \| \| \| \| \| Newhaven Harbour \| \| \| \| \| Newhaven Marine seit 2006 stillgelegt \| \| \| \| \| Bishopstone Beach \| \| \| \| \| Bishopstone \| \| \| \| \| Seaford \| \| \| \| \| Glynde \| \| \| \| \| Berwick \| \| \| \| \| Polegate (neuer Bahnhof) \| \| \| \| \| Polegate (alter Bahnhof) \| \| \| \| \| Willingon Junction \| \| \| \| \| Eastbourne Hampden Park \| \| \| \| \| Eastbourne \| \| \| \| \| Stone Cross Halt \| \| \| \| \| Pevensey & Westham \| \| \| \| \| Pevensey Bay \| \| \| \| \| Normans Bay \| \| \| \| \| Cooden Beach \| \| \| \| \| Collington \| \| \| \| \| Bexhill \| \| \| \| \| St. Leonhards Bulverhyte \| \| \| \| \| St. Leonhards Marina West \| \| \| \| \| Hastings Line aus (London–) Tonbridge \| \| \| \| \| Bo-peep Tunnel \| \| \| \| \| St. Leonhards Warrior Square \| \| \| \| \| Hastings Tunnel \| \| \| \| \| Hastings \| \| \| \| \| Marshlink Line nach Ore–Ashford International \| \| |                      |                                                       |                                                       |
| Kopfbahnhof Streckenanfang |                      | Brighton                                              | Brighton                                              |
| Abzweig geradeaus und nach links |                      | West Coastway Line nach Southampton Central           | West Coastway Line nach Southampton Central           |
| Abzweig geradeaus und nach links |                      | Brighton Main Line nach London Bridge&London Victoria | Brighton Main Line nach London Bridge&London Victoria |
| Brücke |                      | London Road Viadukt                                   | London Road Viadukt                                   |
| Haltepunkt / Haltestelle |                      | Brighton London Road                                  | Brighton London Road                                  |
| Tunnel |                      | Ditching Road Tunnel                                  | Ditching Road Tunnel                                  |
| Strecke von links (außer Betrieb) · Abzweig geradeaus und ehemals nach rechts |                      | Kemp Town Junction                                    | Kemp Town Junction                                    |
| Haltepunkt / Haltestelle (Strecke außer Betrieb) · Strecke |                      | Brighton Lewes Road geschlossen 1933                  | Brighton Lewes Road geschlossen 1933                  |
| Brücke (Strecke außer Betrieb) · Strecke |                      | Lewes Road Viadukt                                    | Lewes Road Viadukt                                    |
| Brücke (Strecke außer Betrieb) · Strecke |                      | Hartington Road Viadukt                               | Hartington Road Viadukt                               |
| Haltepunkt / Haltestelle (Strecke außer Betrieb) · Strecke |                      | Brighton Hartington Road geschlossen 1911             | Brighton Hartington Road geschlossen 1911             |
| Tunnel (Strecke außer Betrieb) · Strecke |                      | Kemptown Tunnel                                       | Kemptown Tunnel                                       |
| Kopfbahnhof Streckenende (Strecke außer Betrieb) · Strecke |                      | Brighton Kemp Town (bis 1933, Güter bis 1971)         | Brighton Kemp Town (bis 1933, Güter bis 1971)         |
| Haltepunkt / Haltestelle |                      | Brighton Moulsecoomb                                  | Brighton Moulsecoomb                                  |
| Brücke |                      | Lewes Road Viadukt                                    | Lewes Road Viadukt                                    |
| Haltepunkt / Haltestelle |                      | Falmer                                                | Falmer                                                |
| Tunnel |                      | Falmer Tunnel                                         | Falmer Tunnel                                         |
| Strecke · Strecke von links |                      | Brighton Main Line aus London Victoria                | Brighton Main Line aus London Victoria                |
| Strecke · Haltepunkt / Haltestelle |                      | Wivelsfield                                           | Wivelsfield                                           |
| Strecke · Abzweig geradeaus und nach rechts |                      | Brighton Main Line nach Brighton                      | Brighton Main Line nach Brighton                      |
| Strecke · Haltepunkt / Haltestelle |                      | Plumpton                                              | Plumpton                                              |
| Strecke · Haltepunkt / Haltestelle |                      | Cooksbridge                                           | Cooksbridge                                           |
| Strecke · Abzweig geradeaus und ehemals von links |                      | Wealden Line aus Uckford                              | Wealden Line aus Uckford                              |
| Strecke · Tunnel |                      | Lewes Tunnel                                          | Lewes Tunnel                                          |
| Abzweig geradeaus und von links · Strecke nach rechts |                      |                                                       |                                                       |
| Bahnhof |                      | Lewes Keilbahnhof                                     | Lewes Keilbahnhof                                     |
| Abzweig geradeaus und ehemals nach links |                      | Wealden Line nack Uckford                             | Wealden Line nack Uckford                             |
| Strecke von links · Abzweig geradeaus und nach rechts |                      | Southerham Junction                                   | Southerham Junction                                   |
| Haltepunkt / Haltestelle · Strecke |                      | Southease                                             | Southease                                             |
| Bahnhof · Strecke |                      | Newhaven Town                                         | Newhaven Town                                         |
| Bahnhof · Strecke |                      | Newhaven Harbour                                      | Newhaven Harbour                                      |
| Kopfbahnhof Streckenanfang und quer (Strecke außer Betrieb) · Abzweig geradeaus und ehemals nach rechts · Strecke |                      | Newhaven Marine seit 2006 stillgelegt                 | Newhaven Marine seit 2006 stillgelegt                 |
| ehemaliger Haltepunkt / Haltestelle · Strecke |                      | Bishopstone Beach                                     | Bishopstone Beach                                     |
| Haltepunkt / Haltestelle · Strecke |                      | Bishopstone                                           | Bishopstone                                           |
| Kopfbahnhof Streckenende · Strecke |                      | Seaford                                               | Seaford                                               |
| Haltepunkt / Haltestelle |                      | Glynde                                                | Glynde                                                |
| Haltepunkt / Haltestelle |                      | Berwick                                               | Berwick                                               |
| Haltepunkt / Haltestelle |                      | Polegate (neuer Bahnhof)                              | Polegate (neuer Bahnhof)                              |
| ehemaliger Bahnhof |                      | Polegate (alter Bahnhof)                              | Polegate (alter Bahnhof)                              |
| Strecke von links · Abzweig ehemals geradeaus, nach rechts und von rechts |                      | Willingon Junction                                    | Willingon Junction                                    |
| Bahnhof · Strecke |                      | Eastbourne Hampden Park                               | Eastbourne Hampden Park                               |
| Kopfbahnhof Streckenende · Strecke |                      | Eastbourne                                            | Eastbourne                                            |
| ehemaliger Haltepunkt / Haltestelle |                      | Stone Cross Halt                                      | Stone Cross Halt                                      |
| Haltepunkt / Haltestelle |                      | Pevensey & Westham                                    | Pevensey & Westham                                    |
| Haltepunkt / Haltestelle |                      | Pevensey Bay                                          | Pevensey Bay                                          |
| Haltepunkt / Haltestelle |                      | Normans Bay                                           | Normans Bay                                           |
| Haltepunkt / Haltestelle |                      | Cooden Beach                                          | Cooden Beach                                          |
| Haltepunkt / Haltestelle |                      | Collington                                            | Collington                                            |
| Haltepunkt / Haltestelle |                      | Bexhill                                               | Bexhill                                               |
| ehemaliger Haltepunkt / Haltestelle |                      | St. Leonhards Bulverhyte                              | St. Leonhards Bulverhyte                              |
| ehemaliger Haltepunkt / Haltestelle |                      | St. Leonhards Marina West                             | St. Leonhards Marina West                             |
| Abzweig geradeaus und von links |                      | Hastings Line aus (London–) Tonbridge                 | Hastings Line aus (London–) Tonbridge                 |
| Tunnel |                      | Bo-peep Tunnel                                        | Bo-peep Tunnel                                        |
| Bahnhof |                      | St. Leonhards Warrior Square                          | St. Leonhards Warrior Square                          |
| Tunnel |                      | Hastings Tunnel                                       | Hastings Tunnel                                       |
| Bahnhof |                      | Hastings                                              | Hastings                                              |
| Strecke |                      | Marshlink Line nach Ore–Ashford International         | Marshlink Line nach Ore–Ashford International         |

Die East Coastway Line ist eine Bahnstrecke in Südengland. Gemeinsam mit der Marshlink Line verbindet sie entlang der Küste die Brighton Main Line mit der South Eastern Main Line. Nebst der Hauptstrecke Brighton – Hastings existieren noch zwei Zweiglinien nach Newhaven – Seaford und Eastbourne, wobei durch einen Umbau des Gleisdreiecks Willingdon Junction nahe Polegate alle Züge zum Kopfmachen im Bahnhof Eastbourne gezwungen sind. Eine weitere Zweiglinie nach Kemp Town wurde bereits 1933 für den Personen- und 1971 für den Güterverkehr stillgelegt und danach abgebrochen.
Ihre westliche Fortsetzung ist die West Coastway Line von Brighton nach Southampton.

## Geschichte

### Hauptlinie
Der Abschnitt Brighton – St. Leonards Marina West wurde im Juni 1846 von der Brighton Lewes and Hastings Railway eröffnet. Diese Gesellschaft wurde nur wenige Wochen später mit anderen Bahngesellschaften zur London, Brighton and South Coast Railway (LB&SCR) zusammengeschlossen. Der Abschnitt St. Leonards Marina West – Hastings wurde 1851 von der mit der LB&SCR rivalisierenden London South Eastern Railway im Zuge deren Streckeneröffnung aus Ashford eröffnet. Die Betriebsführung zwischen St. Leonards Marina West – Hastings oblag jedoch bereits seit der Eröffnung der LB&SCR.
Zwischen dem Ersten und dem Zweiten Weltkrieg wurden die Strecken der East Coastway Line (bis auf die Zweiglinie nach Kemp Town) mit einer Stromschiene von 750 Volt Wechselstrom elektrifiziert.
Im Zweiten Weltkrieg war die Linie oftmals Ziel von Bombenangriffen der deutschen Wehrmacht, dies aufgrund ihrer Nähe zur Küstenlinie. Ziele waren unter anderem der London Road Viadukt in Brighton, der Bahnhof Eastbourne und das kleine Lokomotivdepot in Eastbourne.
Heute verkehren auf der Strecke Dieselzüge der Southern.
In jüngerer Vergangenheit erlebte die Linie einen starken Passagieranstieg, der sogar größer als derjenige der Brighton Main Line war.

### Kemp-Town-Zweiglinie
Die Zweiglinie von Brighton nach Kemp Town wurde 1869 eröffnet. 1906 wurde zusätzlich die Haltestelle Hartington Road eröffnet, fünf Jahre später bereits wieder geschlossen. 1917 stellte die LB&SCR den Personenverkehr auf der Strecke erstmals ein, um ihn 1919 wieder aufzunehmen. 1933 wurde er endgültig eingestellt, bis 1971 diente die Strecke noch dem Güterverkehr, ehe sie dann gänzlich stillgelegt und abgebrochen wurde.

### Newhaven-Seaford-Zweiglinie
Die Zweiglinie Lewes – Newhaven – Seaford wurde 1864 erstellt, um den Seehafen von Newhaven ans Bahnnetz anzuschließen. Die Linie umfasst sechs Bahnhöfe und Haltestellen, darunter zwei in Newhaven. Nach Newhaven Harbour existierte bis 2006 noch eine kurze Abzweigung nach Newhaven Marine. Der Endbahnhof in Seaford war ursprünglich zweigleisig, jedoch wurde er mittlerweile auf ein Gleis zurückgebaut. Eine Doppelspur gibt es nur noch zwischen Lewes und Newhaven Harbour. Heute wird die Linie halbstündlich mit Southern-Zügen von/nach Brighton bedient.
Ursprünglich war die Erschließung Eastbournes via Seaford geplant gewesen, stattdessen wurde bei Polegate dann ein Gleisdreieck erstellt, was kostengünstiger war. Jedoch müssen jetzt alle Züge in Eastbourne Kopf machen, was für die Station Hampden Park eine Besonderheit auf sich bringt: Jeder Zug passiert den Bahnhof zweimal: Entweder fährt er einmal durch und hält einmal an oder er hält sogar zweimal.

### Eastbourne-Zweiglinie
1849 eröffnet die LB&SCR von Polegate aus eine vorerst eingleisige Zubringerstrecke nach Eastbourne. Im Bereich der Abzweigung wurde dann ein Gleisdreieck erbaut, damit aus beiden Richtungen aus Züge nach Eastbourne verkehren können. Eastbourne ist ein Kopfbahnhof, nachdem die Idee einer Verlängerung der Newhaven-Seaford-Zweiglinie zum Bahnhof Eastbourne fallen gelassen wurde.
1986 wurde das Gleisdreieck Willingdon Junction bei Polegate umgebaut, der Bahnhof Polegate verlegt. Seither ist nicht mehr der direkte Weg Polegate – Pevensey/Westham möglich, alle Züge sind gezwungen, nach Eastbourne zu verkehren und dort Kopf zu machen.

## Betrieb
Southern bedient die East Coastway-Linie mit mehreren Relationen:
- London Victoria – East Croydon – Gatwick Airport – Lewes – Eastbourne – Hastings – Ore
- Brighton – Lewes – Eastbourne – Hastings – Ore (– Ashford International)
- Brighton – Lewes – Newhaven Town – Newhaven Harbour – Seaford
- Zudem kommen ab St. Leonhards Warrior Square noch die Züge der Hastings Line aus London Charing Cross hinzu.